# Jean Hector Legros
Jean Hector Legros, (Tromarey (Haute-Saône), 25 de gener, 1768 - París, 5 de novembre, 1837), fou un general francès de la Revolució i de l'Imperi.

## Registres de serveis
Va entrar en servei el 7 de novembre de 1792 com a capità de granaders del 7è batalló de voluntaris de Calvados i el 22 de juliol de 1793 va ser designat comandant de batalló a Niort pels representants del poble. Va rebre tres ferides greus en l'afer Cholet el 17 d'octubre de 1793, a Laval el 22 d'octubre i a Angers el 4 de desembre. Els últims dies de desembre, després de la batalla de Savenay, 80 cavallers de la Vendée van arribar a Nantes, van ser afusellats a la praderia de les Malves per ordre del general Jean Hector Legros. Entre les víctimes hi havia nens d'entre 10 i 12 anys, tot i que alguns es van salvar.
Va ser nomenat cap de brigada provisional general ajudant el 26 d'octubre de 1793 i va ser confirmat en el seu grau el 12 de gener de 1795, mentre estava empleat a l'Exèrcit dels Pirineus Occidentals. Després del Tractat de Basilea, va ser destinat a l'exèrcit de les costes oceàniques i el 9 de gener de 1797 es va unir a l'exèrcit d'Itàlia. Va ser ferit el 19 de març de 1797, a la presa de Gradisca, i va ser suspès el 20 d'octubre de 1798.
Va tornar al servei actiu el 4 d'agost de 1799, es va distingir durant el setge de Gènova d'abril a juny de 1800, i en particular els dies 7 i 30 d'abril, on al capdavant de la seva brigada, va matar el primer molts enemics, va prendre un comboi de 60.000 cartutxos i va fer presoner el general baró d'Aspres amb la majoria del seu regiment. El segon dia, quan va ser ferit, va treure als austríacs les escales preparades per a l'assalt, i va fer que un batalló enemic deixés les armes després d'haver-se apoderat de la seva bandera.
Va ser ascendit a general de brigada provisional el 21 de maig de 1800 pel general en cap Masséna, com a recompensa per la seva conducta. Va ser greument ferit per un tret a la cuixa esquerra el 24 de maig següent, mentre lluitava al capdavant de les semi-brigades d'infanteria 106, 97 i 24, i va rebre una punyalada al flanc esquerre el 6 de juliol de 1800 al mig del carrer de Milà per sequaços subornats per assassinar els francesos.
Enviat de nou a París per convalèixer, va ser col·locat en servei inactiu el 23 de setembre de 1801, a causa de les ferides, no obstant això va passar a formar part de l'estat major de l'exèrcit. Va ser nomenat oficial de la Legió d'Honor el 15 de juny de 1804.
El 26 de setembre de 1806 va tornar al servei a l'exèrcit d'Itàlia, com a ajudant general, sense haver-li confirmat el seu grau de general de brigada. Durant la campanya de 1807, es va distingir en el setge de Colberg, on el dia 1 de juliol, al capdavant del 93è regiment d'infanteria, dos batallons italians i el 2n regiment d'hússars holandès, va capturar sota el foc molt viu de l'enemic a tots els reductes de l'esquerra d'aquest lloc així com 14 peces de canó amb els seus caixons, i així es va posicionar fins i tot sota els seus murs. Responsable de la defensa de les illes d'Usedom i Wolin, va repel·lir els anglesos dues vegades, i va ser ferit durant la presa de Stralsund el 21 d'agost de 1807.
L'1 de juny de 1808 va ser destinat al 6è cos de la Grande Armée, i va anar a Glogau, però va rebre dues ferides, una metralla a la mà dreta i una bala que li quedava a la cuixa esquerra, obligant-lo a sol·licitar el seu jubilació, que va obtenir el 2 de febrer de 1809.
Es va retirar a Itàlia, i va ser emprat el 1813, a l'exèrcit d'observació sota les ordres del general Verdier com a cap d'estat major de la tinent, i es va distingir d'una manera particular el 16 de setembre a Saint-Ermagore, que va capturar, després d'una defensa tossuda per part dels austríacs, que, expulsats de la ciutat després de pèrdues considerables, es van veure obligats a tornar a creuar el Drava.
Tornat a França durant la segona restauració, va morir el 5 de novembre de 1837 a París.
Tornat a França durant la segona restauració, va morir el 5 de novembre de 1837 a París.